# Cyphosterna
Cyphosterna is een kevergeslacht uit de familie van de boktorren (Cerambycidae). De wetenschappelijke naam van het geslacht werd voor het eerst geldig gepubliceerd in 1862 door Chevrolat.

## Soorten
Cyphosterna is monotypisch en omvat slechts de volgende soort:
- Cyphosterna quadrilineata Chevrolat, 1862